# سونو أيه آي
سونو أيه آي (بالإنجليزية: Suno AI)‏ هو برنامج لتوليد الموسيقى باستخدام الذكاء الصنعي ويستخدم لإنشاء أغاني واقعية. أصبح سونو متوفرًا منذ 20 ديسمبر 2023، وأصبح مضمنًا في مايكروسوفت كوبايلوت بعد التعاقد مع مايكروسوفت.
يقوم سونو بإنشاء الأغاني من خلال التلقين النصي الذي يقدمه المستخدم للبرنامج. على الرغم من أن سونو لم يفصحوا عن مصدر البيانات المستخدمة لتدريب ذكائهم الصنعي، إلا أنهم يدعون بوجود إجراءات لمنع حدوث خرق لحقوق الملكية.

## التاريخ
تم إطلاق سونو من قبل أربع أشخاص وهم: مايكل شولمان، وجورج كوسكو، وكنان فرايبيرغ، ومارتن كاماشو. جمعيهم عملوا لدى شركة كنشو قبل مغادرتهم وإنشائهم لشركتهم في مدينة كامبريدج داخل ولاية ماشاتشوستس الأمريكية.
في ابريل 2023 أطلق مطوروا سونو نمط ذكاء صنعي مفتوح المصدر لتحويل النص إلى كلام يدعى «بارك»، وتم نشره على غيت هاب وهغنغ فيس تحت رخصة إم آي تي. في أبريل 2024 أطلق مطوروا سونو الإصدار 3.5، والذي يسمح للمستخدمين بإنشاء أغاني تصل لأربع دقائق مجانًا.

## روابط خارجية
- الموقع الرسمي